# Partner für Innovation

Logo

Partner für Innovation war die bisher umfassendste Innovationsinitiative in der Geschichte der Bundesrepublik, die für ein innovationsfreudigeres Klima in Deutschland sorgen sollte. Zwischen Anfang 2004 und Ende 2006 arbeiteten mehr als 400 Experten in 15 Fach- und Arbeitskreisen in der Initiative mit. Gemeinsam wurden  Leuchtturmprojekte erstellt und Handlungsempfehlungen für die Politik erarbeitet. Beispiele für Leuchtturmprojekte sind "Energieeffiziente Schulen" des Impulskreises Energie und das "Digitale Krankenhaus der Zukunft" des Impulskreises Gesundheit.
Mit Du bist Deutschland, der Kampagne deutscher Medienunternehmen im Rahmen der "Partner für Innovation" fand zwischen September 2005 und Februar 2006 die größte Social-Marketing-Kampagne in der Geschichte der Bundesrepublik statt. Laut Kampagnenmacher wurden mit dem unentgeltlich zur Verfügung gestellten Mediavolumen von über 32 Millionen Euro mehr als 1,3 Milliarden Kontakte erreicht.
Die Initiative wurde im Januar 2004 gegründet. Partner der Initiative waren neben der Bundesregierung 17 Topmanager großer Unternehmen und Forschungseinrichtungen, wie BASF, BDI, Bertelsmann, DGB, Deutsche Telekom, EnBW, Fraunhofer-Gesellschaft, Harting, Humboldt-Universität zu Berlin, IBM, Lufthansa, Roland Berger Strategy Consultants, Schering, Siemens und ThyssenKrupp.
Am 26. Oktober 2006 zog die Initiative in Berlin Bilanz. Bundeskanzlerin Angela Merkel lobte die Arbeit der "Partner für Innovation", da diese einen wichtigen Beitrag für ein besseres Innovationsklima in Deutschland geleistet habe: "Dies war eine Initiative, die aus meiner Sicht meinungsprägend und mentalitätsverändernd in Deutschland etwas zustande gebracht hat."
Slogan der Initiative war Ideen erfolgreich machen. Betreut wurde die Initiative von der Agentur fischerAppelt.